# Stammeszeichen der Yoruba

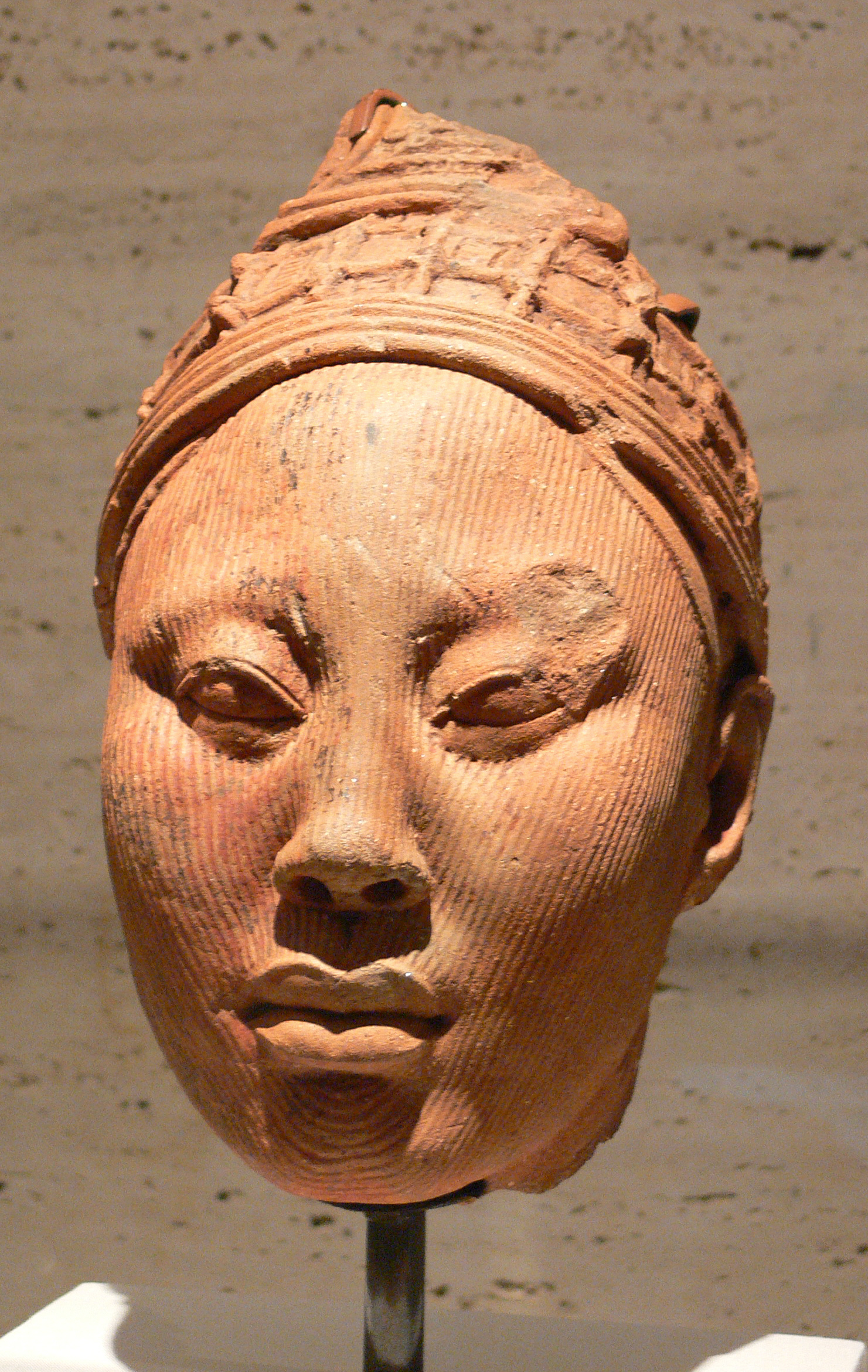
Kopf eines Königs aus Ile-Ife, 12./13. Jahrhundert

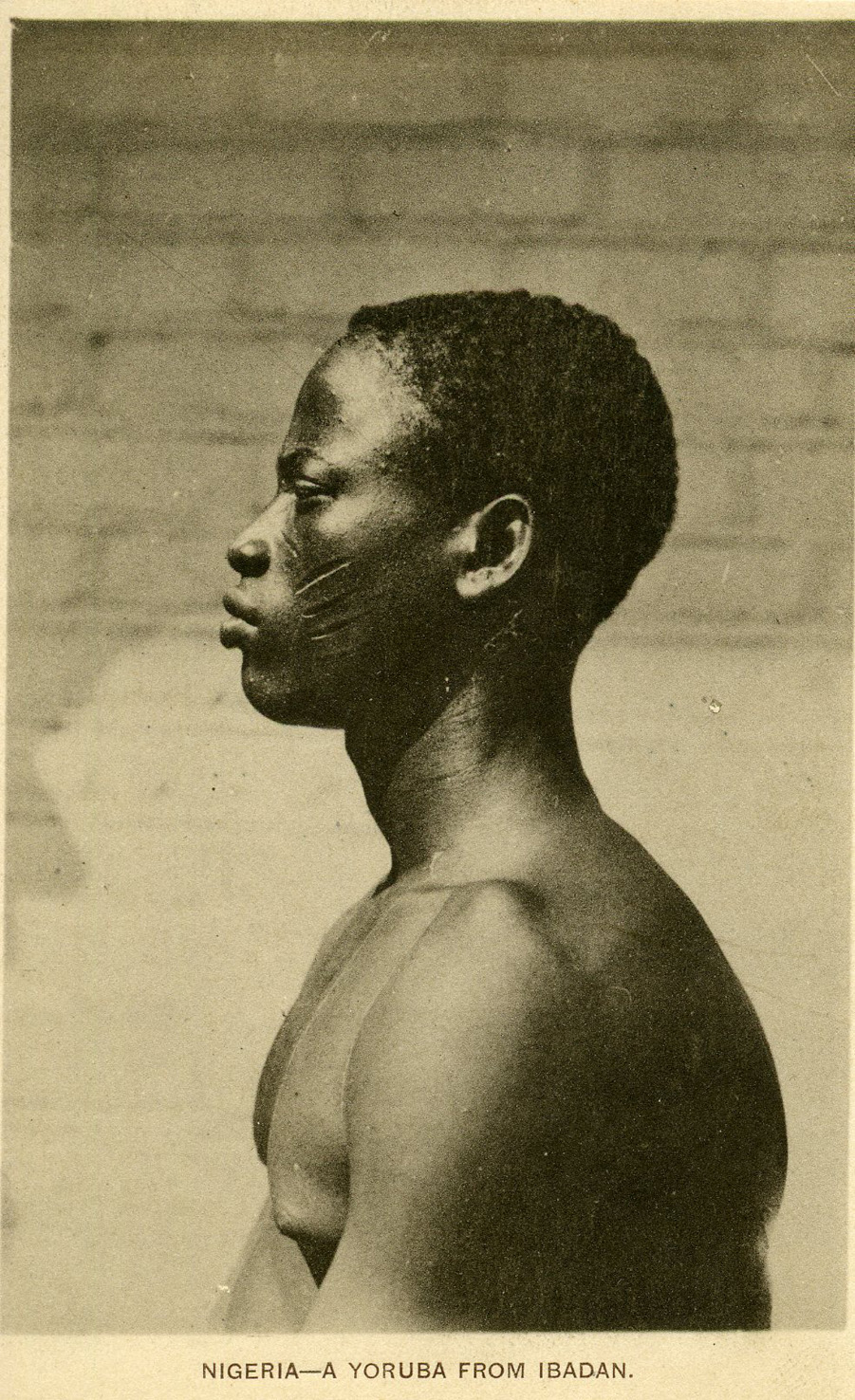
Ein Yoruba-Junge (wahrscheinlich ein Teenager) mit Oyo-Gesichtsmalen.

Stammeszeichen der Yoruba (yoruba: ila) sind Skarifizierungen, die zur spezifischen Identifikation und Verzierung im Gesicht oder auf dem Körper der Angehörigen der Yoruba angebracht wurden. Die Stammeszeichen sind seit vielen Jahrhunderten Teil der Kultur der Yoruba und wurden gewöhnlich in der frühen Kindheit durch Einbrennen oder Einschneiden in die Haut eingebracht. Die primäre Funktion der Stammeszeichen war die Identifikation des Stammes, der Familie oder des patrilinearen Erbes einer Person. Andere sekundäre Funktionen der Zeichen waren dekorativer Art und Ausdruck der Kreativität der Yoruba. Diese Praxis war bei den Yoruba in Nigeria, Benin und Togo sehr verbreitet, wird aber in neuerer Zeit nicht mehr praktiziert.

## Hintergrund
In traditionellen Yoruba-Gesellschaften wurde jedes Kind in einen Clan geboren. Jeder Clan besaß einen gemeinsamen Clan-Namen (orile), mündliche Überlieferungen (oriki), Tabus (eewo) und Stammes- oder Gesichtsmarken (ila). Die Gesichtsmarken des Kindes wiesen ihm die vollen Clan-Mitgliedschaftsrechte zu. Kinder mit Gesichtsmarken wurden Okola genannt. Familien oder Einzelpersonen, denen die mit dem Stamm übereinstimmenden Merkmale fehlten, wurden nicht als vollwertige Mitglieder in der Yoruba-Gesellschaft angesehen. Jeder Stamm der Yoruba verwendete individuell unterschiedliche Motive, die an verschiedenen Stellen am Körper in unterschiedlicher Größe und Form erschienen. Die Lage und Position der Motive hing vom jeweiligen Stamm und dessen Kultur ab. Die Stammeszeichen waren üblicherweise im Gesicht, konnten aber auf der Brust, dem Arm, dem Schoß oder dem Gesäß angebracht sein.
Dem Anbringen der Stammeszeichen an Neugeborenen lag die Vorstellung zu Grunde, es durch die Narben für die Geisterwelt unattraktiv zu machen, damit die Geister es nicht wieder zurückholten.
Während des transatlantischen Sklavenhandels wurden Stammeszeichen für repatriierte Sklaven wichtig, die darüber ihre frühere Stammeszugehörigkeit nachweisen konnten. Allerdings konnten sich Stammeszeichen für die Träger als fatal erweisen, beispielsweise als Kämpfer im Biafra-Krieg 1967–1970 ihre Gegner anhand ihrer Stammeszeichen identifizieren konnten.

## Stile

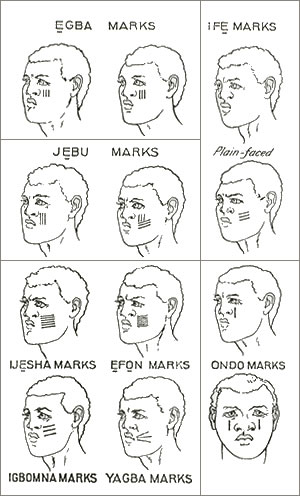
Historische Stammeszeichen der Yoruba

Die Stammeszeichen der Yoruba gab es in verschiedenen Stilen und Ausprägungen. Zu den wichtigsten gehörten Pele, Owu, Gọmbọ und Abaja, daneben gab es zahlreiche weitere wie Ture, Mande, Bamu oder Jamgbadi.

### Pele
Der Pele-Stil bestand aus drei Längslinien, die auf beiden Wangen eingeschnitten waren.
Pele hatten viele verschiedene Varianten. Zu den Varianten gehören: Pele Ife, eine dreifache Längslinie auf der Wange, die den Ile-Ife-Leuten eigentümlich waren. Pele Ijebu und Pele Ijesha waren weitere Varianten, die aus je drei kurzen Längslinien auf den Wangen gebildet wurden.

### Owu
Die Stammeszeichen der Owu aus Abeokuta, der Hauptstadt des nigerianischen Bundesstaates Ogun, bestanden aus sechs Einschnitten auf jeder Seite der Wangen. Der ehemalige Stammeshäuptling und spätere Präsident Nigerias Olusegun Obasanjo trug ebenfalls Stammeszeichen der Owu.

### Gọmbọ
Der Gọmbọ-Stil, auch bekannt als Kẹkẹ, besteht aus mehreren geraden und gebogenen Linien, die in Abständen von etwa einem Zentimeter voneinander entfernt auf den Wangen auf beiden Seiten des Mundes geschnitten wurden. Die Einwohner von Ogbomosho im Bundesstaat Oyo identifizierten sich mit Stammeszeichen im Gombo- oder Kẹkẹ-Stil.

### Abaja
Die Marken im Abaja-Stil konnten sowohl simpel oder als auch komplex ausgeprägter auftreten. In ihrer Grundform bestanden sie aus drei oder vier horizontalen Streifen auf den Wangen. Sie konnten aber auch aus zwölf horizontalen Linien, sechs Linien pro Wange bestehen. Sie wurden als Abaja Alaafin Mefa Mefa bezeichnet. Dieses Stammeszeichen ist einzigartig für die Ureinwohner von Oyo. Ein bekannter Träger eines Stammeszeichens im Abaja-Stil war Lamidi Adeyemi III, der Alaafin von Oyo.

## Heutige Verbreitung von Stammeszeichen
Die Verwendung von Stammeszeichen als Mittel zur Identifizierung und Verzierung innerhalb der Yoruba ist nicht mehr die Norm. Einige Staaten haben die Anbringung dieser Zeichen an Minderjährigen verboten. Verstöße dagegen können mit Geldstrafen, Freiheitsstrafen oder beidem geahndet werden. So ist im Bundesland Oyo dieses Verbot ein integraler Bestandteil des Kinderschutzgesetzes, wonach niemand ein Kind tätowieren oder ein Hautabzeichen anbringen oder veranlassen darf, dass ein Kind tätowiert wird oder ein Hautabzeichen bekommt.
Für viele moderne Yoruba oder Nigerianer sind Stammeszeichen eine Bürde, da diese sichtbaren Stammeszeichen gesellschaftlich immer weniger akzeptiert werden. Träger werden als rückständig angesehen, und viele sehen sich aufgrund einer vermeintlich falschen Stammeszugehörigkeit gesellschaftlich wie beruflich benachteiligt oder ausgegrenzt. Gleichzeitig ist damit aber auch ein Verlust an jahrhundertealtem kulturellen Erbe verbunden. Ende der 2010er Jahre wurde das nigerianische Fotomodel Adetutu Alabi nicht zuletzt durch ihre traditionellen Stammesnarben auf den Wangen bekannt, die sie selbstbewusst präsentiert und als Teil ihres Markenzeichens trägt. Alabi lehnt die Anbringung von Stammeszeichen an Minderjährigen ab und kämpft öffentlich dagegen an, auch sie hatte in der Vergangenheit deswegen unter Hohn und Spott zu leiden. Trotz dieses Makels gelang ihr eine Karriere als Fotomodell und sie wurde auch über die Grenzen Nigerias bekannt.